# الجمهورية الباتافية
الجمهورية الباتافية (بالهولندية: Bataafse Republiek؛ الفرنسية: République Batave) هي الدولة الخلف لجمهورية البلدان السبعة المنخفضة. أُعلن عنها في 19 يناير 1795 وانتهت في 5 يونيو 1806، بانضمام لويس الأول إلى عرش المملكة الهولندية. منذ أكتوبر عام 1801 وما بعده، عُرفت باسم الكومنولث الباتافي (بالهولندية: Bataafs Gemenebest)‏. يشير كلا الاسمين إلى قبيلة باتافي الجرمانية، تمثيلًا للأصول الهولندية وسعيها القديم للحرية في ظل العباءة القومية.
في أوائل عام 1795، أسفر تدخل القوات الثورية الفرنسية عن سقوط الجمهورية الهولندية القديمة. حظيت الجمهورية الجديدة بتأييد واسع النطاق من السكان الهولنديين وكانت نتيجة لثورة شعبية نزيهة. رغم ذلك، من الجلي أنها تأسست بدعم مسلح من الجمهورية الفرنسية الثورية. أصبحت الجمهورية الباتافية دولة تابعة، وهي الأولى من الدول الشقيقة لفرنسا، ثم أصبحت بعد ذلك جزءًا من إمبراطورية نابليون الفرنسية. تأثرت سياساتها تأثرًا عميقًا بالفرنسيين الذين أيدوا ما لا يقل عن ثلاثة انقلابات هدفت لجلب مختلف الفصائل السياسية إلى السلطة من تلك التي فضلتها فرنسا في فترات مختلفة من تطورها السياسي. مع ذلك، كانت عملية إنشاء دستور هولندي مكتوب مدفوعة بالعوامل السياسية الداخلية، وليس بالنفوذ الفرنسي، إلى أن أرغم نابليون الحكومة الهولندية على الاعتراف بشقيقه كملك.
كانت الإصلاحات السياسية والاقتصادية والاجتماعية في الجمهورية الباتافية والتي جرت خلال فترة قصيرة نسبيًا ذات تأثير دائم. استُبدل الهيكل الكونفدرالي للجمهورية الهولندية القديمة بدولة مركزية دائمة. للمرة الأولى في التاريخ الهولندي، اتسم الدستور المُعتمد في عام 1798 بطابع ديمقراطي نزيه. حُكمت الجمهورية ديمقراطيًا لفترة من الوقت، لكن انقلاب عام 1801 أسس نظامًا استبداديًا في السلطة، بعد تعديل الدستور مرة أخرى. مع ذلك، ساهمت ذكرى تجربة الديمقراطية الوجيزة تلك في تيسير الانتقال إلى حكومة أكثر ديمقراطية في عام 1848 (التعديل الدستوري الذي قدمه يوهان رودلف ثوربيك، والذي يحد من سلطة الملك). يعود تاريخ استحداث نمط الحكومة الوزارية لأول مرة في تاريخ هولندا والعديد من الإدارات الحكومية الحالية إلى هذه الفترة.
رغم أن الجمهورية الباتافية كانت دولة تابعة، بذلت حكوماتها المتعاقبة قصارى جهدها للحفاظ على قدر معقول من الاستقلال ولخدمة المصالح الهولندية حتى في الحالات التي اشتبك فيها هؤلاء مع المراقبين الفرنسيين. أدى هذا التعنت الملحوظ إلى زوال الجمهورية في نهاية المطاف، عندما أسفرت التجربة التي لم يطل أمدها مع نظام «المتقاعد الأكبر» روتخر يان سهيمولنينك (الاستبدادي) عن انقياد غير كاف في نظر نابليون. من المدهش أن الملك الجديد، لويس بونابرت (شقيق نابليون)، لم يتقيد بالأوامر الفرنسية بشكل خانع، الأمر الذي أدى إلى سقوطه.

## خلفية تاريخية
كانت الأيام الأخيرة للجمهورية الهولندية، التي حكمت هولندا منذ أواخر القرن السادس عشر، حافلة بالأحداث. أدت الحرب الإنجليزية الهولندية الرابعة، التي خاضتها الجمهورية في البحر وجرت بشكل سيء مسفرة عن فقدان الكثير من المستعمرات المزروعة التابعة لهولندا، إلى ثورة حزب الوطنيين ضد نظام الستاتهاودر فيليم الخامس الاستبدادي ولكن سرعان ما قُمعوا عندما تدخل صهر فيليم، فريدرش فيلهلم الثاني ملك بروسيا، في سبتمبر 1787. ذهب معظم الوطنيين إلى المنفى في فرنسا، في حين عزز «الحكم الأترافي» في هولندا قبضته على الحكومة الهولندية بشكل رئيسي عن طريق الأوراني والمتقاعد الأكبر لورانس بيتر فان دي سبيخل. اتسم الوضع الفعلي للمحمية الأنغلو-بروسية بالطابع الرسمي دوليًا في عام 1788 بموجب قانون الضمان (الذي مثلت فيه بريطانيا العظمى وبروسيا دور الجهات الضامنة) والتحالف الثلاثي بين الجمهورية الهولندية وبروسيا وبريطانيا العظمى.
تبنت الثورة الفرنسية العديد من الأفكار السياسية التي اعتنقها الوطنيون في ثورتهم. أيد الوطنيون الثورة بحماس، وعندما بدأت الجيوش الثورية الفرنسية بنشر الثورة، انضم الوطنيون لهم على أمل تحرير بلدهم من عبودية الاستبداد. انضم الستاتهاودر إلى التحالف الأول المشؤوم بين الدول في محاولتهم قمع الجمهورية الفرنسية الأولى المناهضة للنمسا بشكل مفاجئ.

## تأسيس الجمهورية
جرت الحرب الثورية الفرنسية على نحو مأساوي لصالح قوات الستاتهاودر. في الشتاء القاسي عام 1794/1795، عبر الجيش الفرنسي بقيادة الجنرال تشارلز بيتشغرو، برفقة كتيبة هولندية بقيادة الجنرال هيرمان فيليم ديندلز، الأنهار المتجمدة الكبرى التي وفرت الحماية لهولندا تقليديًا من الغزو. مع أن نسبة كبيرة من السكان الهولنديين كانوا ينظرون بعين العطف إلى التوغل الفرنسي، واعتبر الكثير ذلك تحريرًا، تمكن الفرنسيون بسرعة من تحطيم مقاومة قوات الستاتهاودر وحلفائه النمساويين والبريطانيين. مع ذلك، اندلعت الثورة في العديد من المدن حتى قبل وصول الفرنسيين واستولت اللجان الثورية على حكومات المدينة والحكومة الوطنية أيضًا (مؤقتًا). أُرغم فيليم على الفرار إلى إنجلترا على متن قارب صيد في 18 يناير 1795.

## مراحل من تاريخ الجمهورية الجديدة
رغم أن الفرنسيين عرفوا عن أنفسهم كمحررين، إلا أنهم تصرفوا كالغزاة. بعد مفاوضات لاذعة بين ممثلي الجمهورية الباتافية الجديدة وممثلي الجمهورية الفرنسية، أُبرمت معاهدة لاهاي الصارمة في 16 مايو 1795. خلافًا لفرض التنازلات الإقليمية والتعويضات الضخمة، ألزم هذا الهولنديين بالحفاظ على جيش الاحتلال الفرنسي المكون من 25 ألف رجل. غيّر ذلك الجمهورية الهولندية من دولة عميلة لإنجلترا وبروسيا إلى دولة فرنسية، ومنذ ذلك الحين، نفذت الدولة سياسة خارجية وعسكرية فرضتها فرنسا، في حين اتبعت الدولة السابقة لها الأوامر البريطانية منذ عام 1787 (كان التحالف الهجومي والدفاعي بين الجمهوريتين جزءًا من المعاهدة)، في حين أن سياساتها الاقتصادية أصبحت في واقع الأمر خاضعة لمصالح فرنسا. بيد أن هذا لا يعني أنها فقدت استقلالها من جميع النواحي. كان برنامج الإصلاح الذي حاول الثوريون الهولنديون تطبيقه (رغم تقييده بالحقائق السياسية للثورة الفرنسية بينما كان من شأنه أن يحرز تقدمًا ملموسًا) مدفوعًا في الأغلب بالاحتياجات والتطلعات المحلية. استُمدت الاحداث السياسية في هولندا أساسًا من المبادرة الهولندية، مع بعض الاستثناءات الملحوظة. ارتكب الفرنسيون انقلابًا واحدًا على الأقل، وغالبًا ما عمل السفير الفرنسي كحاكم.

### الولايات الثورية العامة
في البداية، استخدم الثوريون النظام الدستوري للجمهورية الكونفدرالية القديمة. استأنفوا من حيث توقفوا بعد حملة تطهير الوطنيين الأوصياء في عام 1787، واستولوا على مراكز الأورانيين الأوصياء الذين قُمعوا بدورهم. (على سبيل الذكر، استُعيض عن دولتي هولندا وويست فريسلاند بـ18 مدينة كانت ممثلة رسميًا في هاتين الدولتين بإيفاد نواب إلى الجمعية الدستورية التي ألغت الدولتين رسميًا وأسست هيئة جديدة، النواب الانتقاليون لشعب هولندا، وتولت الهيئة مهام ولايات هولندا ما دامت الولايات العامة قائمة). على الرغم من تغير التكوين السياسي للولايات العامة بصورة ملحوظة بسبب تغير الموظفين، احتفظ بعدد من المدافعين عن المصالح الخاصة القديمة. كان البند الأول في قائمة أعمال الثوريين هو السعي إلى إصلاح الدولة الكونفدرالية، وما يصاحبها من التفرقة الممارسة في الأراضي العمومية وأقليات معينة (الكاثوليك واليهود)، صوب دولة موحدة، تُحرَّر الأقليات فيها، ويبطل نظامها السياسي الأكثر ديمقراطية المصالح الراسخة القديمة. كخطوة أولى، اعترفت الولايات العامة بممثلي برابنت.